# Самозванці (фільм, 2016)
«Самозванці» (ест. Teesklejad) — копродукційний драматичний трилер 2016 року, повнометражний режисерський дебют естонського режисера Валло Тоомла.
Світова прем'єра фільму відбулася 19 вересня 2016 року на Міжнародному кінофестивалі у Сан-Себастьяні в рамках програми «Нові режисери». У липні 2017 року фільм брав участь в міжнародній конкурсній програмі 8-го Одеського міжнародного кінофестивалю у змаганні за головний приз — Золотий Дюк .

## Сюжет
Анна (Міртел Пола) і Юхан (Прііт Войгемаст) отримали шанс відпочити в заміському будинку своїх заможних друзів і спробувати налагодити стосунки. Раптом розігралася негода. Вони пускають переночувати пару, яка приймає їх за господарів будинку. Анна і Юхан швидко освоюють нову роль і починають гру, яка веде їх відносини до краху.

## У ролях
| • Міртел Пола     | … | Анна    |
| • Прііт Войгемаст | … | Юхан    |
| • Марі Абель      | … | Тріін   |
| • Меєліс Ряммельд | … | Ерік    |
| • Андрес Лепік    | … | сусід   |
| • Лайне Мягі      | … | сусідка |

## Знімальна група
- Автори сценарію — Андріс Фелдманіс, Лівія Улман
- Режисер-постановник — Валло Тоомла
- Продюсер — Рійна Сільдос
- Співпродюсери — Уляна Кім, Роберт Віновскіс
- Оператор — Ерік Піллумаа
- Композитор — Карліс Аузанс
- Монтаж — Данієлус Коканаускіс
- Художник по костюмах — Крістіна Его
- Артдиректор — Єва-Марія Грамаковські

## Нагороди та номінації
| Список нагород та номінацій        | Список нагород та номінацій | Список нагород та номінацій                          | Список нагород та номінацій | Список нагород та номінацій | Список нагород та номінацій |
| Кінопремія                         | Дата церемонії              | Категорія                                            | Номінант(и)                 | Результат                   | Дж                          |
| ---------------------------------- | --------------------------- | ---------------------------------------------------- | --------------------------- | --------------------------- | --------------------------- |
| Литовська національна кінопремія   | 2017                        | Срібний журавель за найкращий монтаж                 | Данієлус Коканаускіс        | Номінація                   |                             |
| Литовська національна кінопремія   | 2017                        | Срібний журавель за найкращу копродукцію             | Уляна Кім (продюсер)        | Номінація                   |                             |
| Литовська національна кінопремія   | 2017                        | Срібний журавель за найкращу професійну майстерність | Уляна Кім                   | Номінація                   |                             |
| Одеський міжнародний кінофестиваль | 14-22.07.2017               | Гран-прі Золотий Дюк                                 | Самозванці                  | Номінація                   | [ 2 ]                       |